# 北方蓝鳍金枪鱼
北方蓝鳍金枪鱼是金枪鱼的一种，又名大西洋黑鮪、大西洋藍鰭金槍魚，生活在大西洋的西部和東部以及地中海和黑海。特色為鰭部為較深的青色，背部至腹部則為銀灰色。在南非有獨立的族群，愛沙尼亞被認為不屬本種分佈範圍，而小笠原群島，中華人民共和國和韓國沿海是否分佈仍需驗證。北方藍鳍金槍魚壽命可達到30年，身長可達3米，重量约为400公斤；一般鮪釣船以釣到150公斤左右居多，超過200公斤皆屬於豐收。有记录的最大个体是在加拿大新斯科細亞省捕获的，体重679公斤。

## 描述

### 體溫調節
為了保持其肌肉溫暖（用於提供能量和游泳），北方藍鰭用熱逆流交換系統防止熱量流失到水中。在動脈中的熱量轉移到靜脈的血液中。這樣可以使核心肌肉保持溫暖，使他們能夠有效地活動。

### 流通
藍鰭金槍魚有一個非常有效的循環系統，是最高血紅素濃度的魚之一，使他們能夠有效地輸送氧氣到了自己的身體組織，以確保攝氧量。

## 行為
北方藍鰭金槍魚通常捕食小魚和無脊椎動物，如沙丁魚，鯡魚，鯖魚，魷魚和甲殼類。
絛蟲Pelichnibothrium speciosum會寄生這物種，北方藍鰭金槍魚很可能是其宿主。這種魚也是72種寄生蟲的宿主，其中9種只寄生北方藍鰭金槍魚。
北方藍鰭金槍魚可下潛1000米的深度。

## 繁殖
黑鮪的成熟年齡為8-10歲，據信每條雌魚可產生4千萬個卵。大西洋黑鮪分為兩個系群，產卵場分別在地中海東部和墨西哥灣，產卵期間黑鮪會聚集並可很容易地觀測到。另外研究表示大西洋東部系群可能較西部系群成熟得早。

## 威脅
北方蓝鳍金枪鱼是重要的食用鱼，其肉質鮮美，是製作生魚片的良好食材，一尾上好的黑鮪魚售價在東京築地市場往往可以超過10萬美金。因為其獨特的商業價值，全球的藍鰭金槍魚正在遭到濫捕，過度捕漁問題嚴重，魚群動向被配備聲納的魚船追蹤而無所遁逃。生活在大西洋的藍鰭金槍魚種數量自1970年代以來下降了九成。因此，藍鰭金槍魚已經被加州蒙特利湾海洋館的海產監視計劃列為「避免食用」。因數量劇減，故在IUCN紅色名錄內列為瀕危物種。世界野生動物基金會更表示，若不改變現時的捕捉速度，地中海的將會在2012年絕種，而呼籲飲食業停止供應藍鰭吞拿魚，但部分集團仍未有理會。例如日本三菱集團便被指责，不斷在地中海撈捕，囤積居奇以牟取暴利，令北方蓝鳍金枪鱼面臨更為嚴峻的生存前景。
而現行雖有保育措施，如國際大西洋吞拿魚保護委員會宣布削減藍鰭吞拿魚的捕撈量至2011年的二萬噸以下，並縮短捕撈季節至四個月，但仍被批評措施力度不足。摩納哥於2009年10月16日正式建議，列瀕危的北方藍鰭金槍魚為瀕危野生動植物種國際貿易公約附錄I物種，禁止其國際貿易。
現北方蓝鳍金枪鱼被列入聯合國海洋法公約附錄I中。

## 養殖
人工飼養北方蓝鳍金枪鱼於2009年首次成功繁殖並從幼魚階段生長到魚苗階段。但以此取代野生蓝鳍金枪鱼供應市場的目標仍然遙遠，自然種群的損失，以至崩潰似乎已不可避免。
北方蓝鳍金枪鱼被描繪在1993年鑄造的克羅地亞2庫納硬幣的反面。